# Kääminsaaret
Kääminsaaret är en ö i Finland. Den ligger i sjön Kuusvesi och i kommunen Laukas i den ekonomiska regionen  Jyväskylä ekonomiska region  och landskapet Mellersta Finland, i den centrala delen av landet, 260 km norr om huvudstaden Helsingfors. Öns area är 0,4 hektar och dess största längd är 130 meter i nord-sydlig riktning.  Notera att namnet antyder att det är fråga om flera öar.